# أندرو سيلفر
أندرو سيلفر (بالإنجليزية: Andrew Silver) هو منتج أفلام وكاتب سيناريو ومخرج أمريكي، ولد في 12 يوليو 1942 في نيويورك في الولايات المتحدة.

## وصلات خارجية
- أندرو سيلفر على موقع IMDb (الإنجليزية)
- أندرو سيلفر على موقع ألو سيني (الفرنسية)
- أندرو سيلفر على موقع أول موفي (الإنجليزية)
- أندرو سيلفر على موقع كينوبويسك (الروسية)
- أندرو سيلفر على موقع كينوبويسك (الروسية)